# جورآب (کرج)
گورآب (نام قدیمی به تاتی : جوئَر اِوُ = آب بالا) روستایی از توابع بخش آسارا شهرستان کرج در استان البرز ایران است.

## جمعیت
این روستا در دهستان آدران قرار دارد و براساس سرشماری مرکز آمار ایران در سال ۱۳۸۵، جمعیت آن ۱۸۵ نفر (۶۹خانوار) بوده‌است.

## مردم
مردم جورآب شیعه مذهب هستند و زبانشان تاتی است.